# Bruno Jarrosson
Pour les articles homonymes, voir Jarrosson.
Bruno Jarrosson, né le 26 décembre 1955 à Sainte-Foy-lès-Lyon, est un ingénieur et consultant français.

## Biographie

### Famille et formation
Bruno Marie Louis Maurice Jarrosson est né le 26 décembre 1955 à Sainte-Foy-lès-Lyon, du mariage de Régis Jarrosson (1925-2020), ingénieur, et d'Hélène Cosseron de Villenoisy.
Le 26 décembre 1983, il épouse Pascale Joffroy, architecte. De ce mariage, naissent trois enfants dont l'artiste peintre Silvère Jarrosson.
- Maurice Jarrosson (1890-1971), homme politique
  - Régis Jarrosson, ingénieur, épouse Hélène Cosseron de Villenoisy.
    - Bruno Jarrosson (1955), ingénieur et consultant, épouse Pascale Joffroy.
      - Silvère Jarrosson (1993), artiste peintre.

Après des études secondaires à l'Institution salésienne Notre-Dame des Minimes à Lyon, puis au lycée Saint-Marc de Lyon, il poursuit ses études en classes préparatoires au lycée du Parc et intègre l'École supérieure d'électricité (Supélec). Il en est diplômé en 1980.

### Carrière professionnelle
De 1981 à 1988, Bruno Jarrosson est ingénieur d'études en électronique au sein de la société Thomson-CSF. 
Il est ensuite chef de projet à l’Association progrès du management jusqu'en 1997. Directeur associé du cabinet de conseil Neurofinance jusqu'en 2003, il est ensuite directeur associé d'Atlantic Intelligence jusqu'en 2006 puis de DMJ-Consultants depuis,.

## Enseignement, conférences
En parallèle, Bruno Jarrosson enseigne la philosophie des sciences à l'École Centrale en 1992, à l'École des hautes études commerciales de Paris (HEC) en 1997, à l'École supérieure d'électricité depuis 1998, et à l'université Paris IV Sorbonne depuis 2001.
Il est chroniqueur sur le site iPhilo depuis 2012. 
Expert auprès le l’Association progrès du management au développement de laquelle il a contribué à son origine, il est également conférencier et auteur de théâtre avec une pièce qui, mettant en scène les décideurs politiques et militaires français à la veille de la bataille du Chemin des Dames, invite ses spectateurs à réfléchir sur les ressorts de la décision stratégique. Il combine quatre domaines d’expertise : la stratégie, la philosophie, la science et l’histoire, domaines où il développe dans tous ces travaux - avec une grande originalité de méthode et de ton - une approche qui consiste à interroger sans cesse les représentations dominantes et les idées reçues. Ce regard transdisciplinaire apporte tant aux théoriciens qu’aux décideurs des clefs d’analyse, de réflexion et d’action sur des sujets tels que le temps, la décision, le changement, l’innovation, la technologie … et sur chacun de ces thèmes, le corpus de réflexion stratégique qu’il a mis au point dans sa pratique du conseil  en entreprise et qui sous-tend toujours dans sa pensée apporte un relief particulier à ses analyse[réf. nécessaire].

## Publications
Bruno Jarrosson est l'auteur de plusieurs ouvrages et d'une pièce de théâtre.

### Ouvrages
- Invitation à une philosophie du management, Calmann-Lévy, 1991
- Invitation à la philosophie des sciences, Seuil, 1992
- Briser la dictature du temps, Maxima, 1993
- Décider ou ne pas décider ?, Maxima, 1994
- Le Décideur et les stratégies financières (avec Francis Olivier et Marc de La Chapelle), Dunod, 1994
- La Stratégie réinventée (avec Michel Zarka), Dunod 1995
- De la défaite du travail à la conquête du choix" (avec Michel Zarka) , Dunod 1995
- Oser la confiance (avec Bertrand Martin et Vincent Lenhardt), INSEP, 1996
- Humanisme et technique, " Que sais-je ? ", PUF, 1996
- Histoire des idées (ouvrage collectif) ellipses, 1996 [5]
- Le Savoir le Pouvoir et la Formation, Maxima, 1997 [6]
- De la défaite du travail à la conquête du choix (avec Michel Zarka), Dunod, 1997
- 100 ans de management, Dunod, 2000
- Une fourmi de 18 mètres... ça n'existe pas (avec Ivan Gavriloff), Dunod, 2001
- Conseil d'indiscipline Du bon usage de la désobéissance, Descartes, 2003
- Stratégie sans complexes, Dunod, 2004
- Péchés capitaux au pays du capital, Dunod, 2006
- Chrétien au travail, Desclée de Brouwer, 2006
- Pourquoi c’est si dur de changer ?, (avec Bernard Jaubert et Philippe Van den Bulke), Dunod, 2007
- Vers l’économie 2.0, Eyrolles, 2009
- Le Temps des magiciens, Le Pommier, 2010
- Les Secrets du temps, Maxima, 2012
- Le Chemin des Dames, théâtre, Tituli, 2013
- Chic on change ! Mieux vaut prendre un tournant qu'un mur (avec Philippe Van den Bulke), Dunod, 2013
- La panne de l'intelligence stratégique, L'Harmattan, 2014
- Quatre stratèges dans la Seconde Guerre mondiale, L'Harmattan, 2015
- 16 juin 1940, théâtre, Librairie théâtrale, 2015
- De Sun Tzu à Steve Jobs, une histoire de la stratégie, Dunod, 2016
- Une petite douleur à la hanche, éditions En avance, 2016
- Comment augmenter le chômage Non ils n'ont pas tout essayé !, éditions Dunod, 2016
- Adam Smith, économiste et moraliste, Amazon, 2017
- La malédiction des premiers ministres, Amazon, 2019
- La Prison libre, Amazon, 2022
- Les Voix du désespoir, Sur le fil du suicide la magie de l'écoute, Nombre7, 2024

### Théâtre
- Le Chemin des dames, 2012

## Distinctions
Bruno Jarrosson reçoit le prix « Dauphine Entreprise 1995 » à la suite de la parution de son ouvrage Décider ou ne pas décider ? et le prix Manpower 2002 à la suite de la parution de Une fourmi de 18 mètres... ça n'existe pas.